# Brandywine (rivière)
Pour les articles homonymes, voir Brandywine.
La rivière Brandywine (Brandywine Creek ou Brandywine River en anglais) est un affluent de la rivière Christina, situé au sud-est de la Pennsylvanie et au nord du Delaware, aux États-Unis. Le cours principal, la basse Brandywine (Lower Brandywine) est long de 32,8 km. Les branches est et ouest naissent à 3 km l'une de l'autre, sur les pentes de la Welsh Mountain, à Honey Brook Township en Pennsylvanie, à environ 32 km au nord-ouest de leur confluence.
L'embouchure de la rivière Christina, actuellement Wilmington (Delaware), fut l'endroit de l'implantation de la Nouvelle-Suède, où les premiers colons mirent pied à terre le 29 mars 1638. La bataille de Brandywine se déroula autour de la crique, près de Chadd's Ford, le 11 septembre 1777, durant la Révolution américaine. Les moulins à eau de Brandywine Village, près de l'embouchure, et le moulin à poudre DuPont furent importants pour le développement de l'industrie américaine avant l'introduction de la vapeur.

## Cours
La zone de drainage tant pour la branche est que la branche ouest est située à l'ouest du comté de Chester en Pennsylvanie. 
Les bras ouest et est coulent vers le sud-est sur 27,4 miles (44,1 km) et 33,1 miles (53,3 km) jusqu'à leur confluence à 10 miles (16 km) au sud-ouest de Coatesville, entre l'Est de Bradford et Pocopson. 
Le drainage combiné des branches est et ouest de cette confluence est dénommé Brandywine Creek et continue à couler vers le sud-est à travers le Chester au-delà de Chadd's Ford, comté du Delaware en Pennsylvanie puis dans la partie nord de l'état du Delaware à environ 5 miles (8 km) au nord de Wilmington.
La Brandywine creek continue de s'écouler vers le sud à travers le parc de Brandywine Creek, dans Wilmington, puis il s'écoule près du centre de la cité. Le Brandywine Creek rejoint la rivière Christina à 1 mile (1,6 km) à l'est du centre-ville de Wilmington et environ 2 miles (3 km) en amont de l'embouchure de la Christina qui comprend aussi les eaux de la White Clay Creek et la Red Clay Creek et se déverse finalement dans l'estuaire de la rivière Delaware. 
La confluence de la rivière Christina et du Delaware est à approximativement le point de séparation de l'eau douce de la rivière Delaware River et de l'eau salée de la baie du Delaware.
En Pennsylvanie, Chadd's Ford, Elam, et une partie de l'ouest de Chester, sont toutes situées dans la vallée de la Brandywine de même que les villes du Delaware, Centreville, Greenville, Montchanin, Hockessin et Yorklyn. Près d'Avondale (dans le bassin de la White Creek) et en Pennsylvanie, le bassin de la crique rouge (Red Creek basin) est souvent considéré comme une partie de la Brandywine Valley.

## Histoire
Les autochtones américains parlant l'Algonquin et dénommés Lenapes (Delaware) vivaient dans cette zone entre la vallée de l'Hudson River et plus au sud du Delaware avant l'installation des Européens. Ils vivaient de la chasse, de la culture du maïs, des haricots et des courges et de la pêche. Les Brandywines étaient des établissements de pêche particulièrement riches. Les Lenapes appelaient la crique Wauwaset, Wawasiungh, ou Wawassan, et d'autres natifs Américains avaient des noms comprenant Suspecough et Trancocopanican.
Le premier établissement européen, sur le territoire des Brandywines fut suédois. Le 29 mars 1638, Peter Minuit, qui avait précédemment exploré cette zone pour le compte des Hollandais fonda la colonie de Nouvelle-Suède (New Sweden) près de la confluence des rivières Christina et Brandywine, à Fort Christina, actuellement dans Wilmington. Environ 600 Suédois, Finlandais et Hollandais s'installèrent dans la Nouvelle-Suède. Ils tentèrent de s'installer le long de la rivière Delaware plutôt que de se déplacer vers l'intérieur le long du cours du Brandywine et sont crédités de l'introduction des huttes en bois en Amérique. Ils nommèrent la crique creek Fiskiekylen, ou Fish Creek, et l'héritage hollandais se reflète aussi dans le terme Fiske Creek et des variantes des noms utilisant le terme hollandais de Kill ou stream : Bainwend Kill, Brandewyn Kill et Brandywine Kill. Le nom courant de cette crique semble venir du terme en hollandais ancien donné pour le brandy ou le gin, brandewijn, ou du nom d'un propriétaire d'un des premiers moulins, Andreas Brainwende or Brantwyn. L'inscription d'une carte de 1681 nomme la crique creek Brande wine Cr. La carte de la Pennsylvanie de 1687 donne simplement le nom de Brandy ine et montre qu'il s'écoule dans la rivière Christina et ensuite dans le fleuve Delaware.
Les Suédois, les Hollandais et les Anglais se disputèrent la possession de cette région jusqu'en 1674, quand les Anglais en prirent le contrôle. William Penn fut nommé gouverneur pour la Pennsylvanie en 1681 et prit le contrôle sur les trois comtés du sud (lower three counties) tel qu'était dénommé le Delaware peu après. La population de la Nouvelle-Suède avait atteint environ 1000 personnes et s'étendait sur la rive ouest du fleuve Delaware, au temps de l'arrivée de Penn. En 1687, un colon suédois, Tyman Stidham, installa le premier moulin de Brandywine, près de Wilmington. La carte de 1687 montre seulement cinq terrains revendiqués le long de la rivière Brandywine, tous à présent au niveau de Chadds Ford. Les terrains revendiqués par les premiers colons suédois et hollandais ne sont pas notés sur cette carte.
Alors que les Lenapes restent le long de la rivière Brandywine, ils sont à cette époque décimés par les maladies apportées par les Européens, par les guerres avec les Susquehannock et plus tard avec les tribus Iroquoises pour le contrôle du commerce des fourrures avec les Européens. On estime que leur population tombe de 10 000 à 20 000 en 1600 puis 2 000 en 1682. Les Lenapes signent une série de traités avec les Européens, commençant en 1682 par un traité avec William Penn, mais furent forcés d'évacuer l'est de la Pennsylvanie lors de la guerre des Français et des Indiens. Durant les années 1720 et 1730, les Lenapes revendiquèrent que William Penn leur avait garanti les terres à 1 mile de chaque côté de la crique et se plaignirent que les moulins avaient ruiné leur pêcherie, (1730–1802), connu comme Indian Hannah, est considéré comme le dernier des Lenapes à avoir vécu dans le comté de Chester et a été enterré près de la fourche de la crique.
La vallée est colonisée par les Quakers et d'autres dissidents protestants sous le commandement de Penn. Leurs activités furent essentiellement la culture et le broyage du grain. L'influence des Quakers est toujours marquée avec plus de seize rassemblements de Quakers et plusieurs écoles quakers opérant dans la région. Les moulins des Quakers près de l'embouchure de la Brandywine sont associés au maintien de la qualité et de la marque de la farine. La farine Brandywine Superfine était exportée tout le long de la côte de l'Atlantique et vers l'ouest des Indes bien avant la révolution américaine.
Le point de base pour surveiller la ligne Mason-Dixon, connue comme la pierre de Stargazers, fut établie à Embreeville à 31 miles (50 km) à l'ouest de Philadelphie et 15 miles (24 km au nord de la limite du Maryland et de la Pennsylvanie par Charles Mason et Jeremiah Dixon en 1764. Ils utilisèrent la maison de leur adjoint, John Harlan comme leur centre opérationnel jusqu'en 1768.
La crique donna son nom en 1777 à la bataille de Brandywine lors de la guerre de la révolution américaine. Le général William Howe, commandant les forces britanniques marchant vers le nord sur le mont Baltimore (actuellement la route U.S 1) vers Philadelphie et doit traverser le Brandywine près de Chadd's Ford. Le général George Washington, amassa la plus grande partie de ses forces américaines sur le berges de la crique près de Chadd's Ford, et protégea les autres gués sur 5 miles (8,0 km) vers le nord et 3 miles (4,8 km) vers le sud.
La bataille de Brandywine Park ne s'étendit que sur 50 acres (200 000 m2), mais durant la bataille les troupes britanniques parcoururent 6 miles (9,7 km) vers le nord, traversant la crique au-dessus de l’embranchement pour déborder les forces de Washington. Avant la bataille le général Anthony Wayne avait installé son quartier général à Brandywine Village, à travers la crique de Wilmington, et les troupes continentales campèrent tout près de Lovering Avenue.
Les premiers moulins à papier sont localisés le long de la crique pendant la Révolution américaine. Ils fournissent les magasins des impressions de Benjamin Franklin et aussi le papier pour imprimer les billets de banque et la Déclaration d'Indépendance.
Le Conestoga wagon, qui fut connu plus tard comme la goélette de la prairie (prairie schooner) fut d'abord construit pour remorquer le grain de la vallée de Conestoga vers les moulins à farine de Brandywine.
Un groupe de peintres, comportant N. C. Wyeth, Andrew Wyeth, Jamie Wyeth et Howard Pyle, sont enregistrés comme constituant l'école de Brandywine (Brandywine School) en particulier pour leurs paysages qui décrivent la vallée de Brandywine. Nombre de leurs travaux sont des vues de la rivière Brandywine, exposées au Muséum de Chadd's Ford.

## Brandywine Village et l'industrialisation primitive

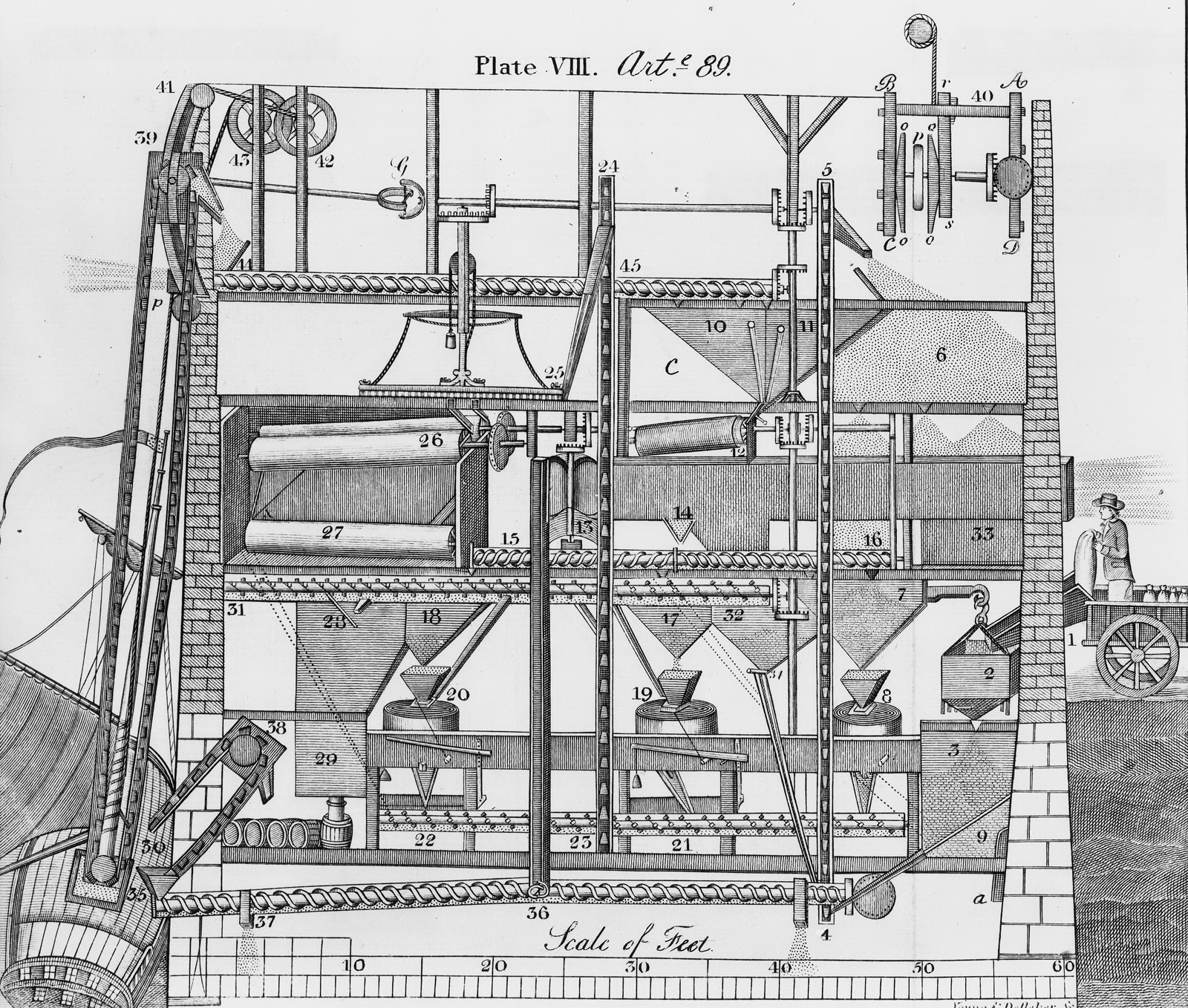
Plan du moulin à farine automatisé de Oliver Evans

La rivière Brandywine traverse la ligne de chute juste au nord de Wilmington. Les sept rapides descendent d'environ 160 pieds (48,768 m) au-dessus du niveau de la mer à Chadd's Ford, jusqu'à quelques pieds au-dessus de son niveau à Wilmington. Les marches descendantes fournissent l'énergie de l'eau pour de nombreuses activités industrielles et en particulier les moulins à grain et le premier moulin à poudre à canon de DuPont. Le plus proche de la ligne de chute de la rivière Brandywine avant la rivière Delaware Baie du Delaware, a permis aux usines d'utiliser des machines puissantes avant l'utilisation des machines à la vapeur et de tracter des bateaux chargés en mer jusqu'à ce point.
En 1687, un colon suédois Tyman Stidham ouvrit le premier moulin sur la rivière Brandywine, près de Wilmington. 
Vers 1735, Brandywine Village fut fondé à travers la crique à partir de Wilmington. Une Quakers, Elizabeth Levis Shipley, son mari William Shipley,
et Thomas Canby jouèrent un rôle important dans l'installation du village et des moulins à farine . En 1743, le fils de Thomas, Oliver Canby possédait trois moulins sur ce site. Un barrage et un bief de moulin a été construit au sud de la crique.
Les principaux meuniers Quakers comprenant les Canbys, Leas et Tatnalls, construisirent leur maison de pierre le long de la rue du marché (Market Street), et la Brandywine Academy fut construite en 1798. Une coupole fut rajoutée au bâtiment de l'Academy en 1820 et elle fut inaugurée quand le Marquis de Lafayette la visita le 6 octobre 1824,,.

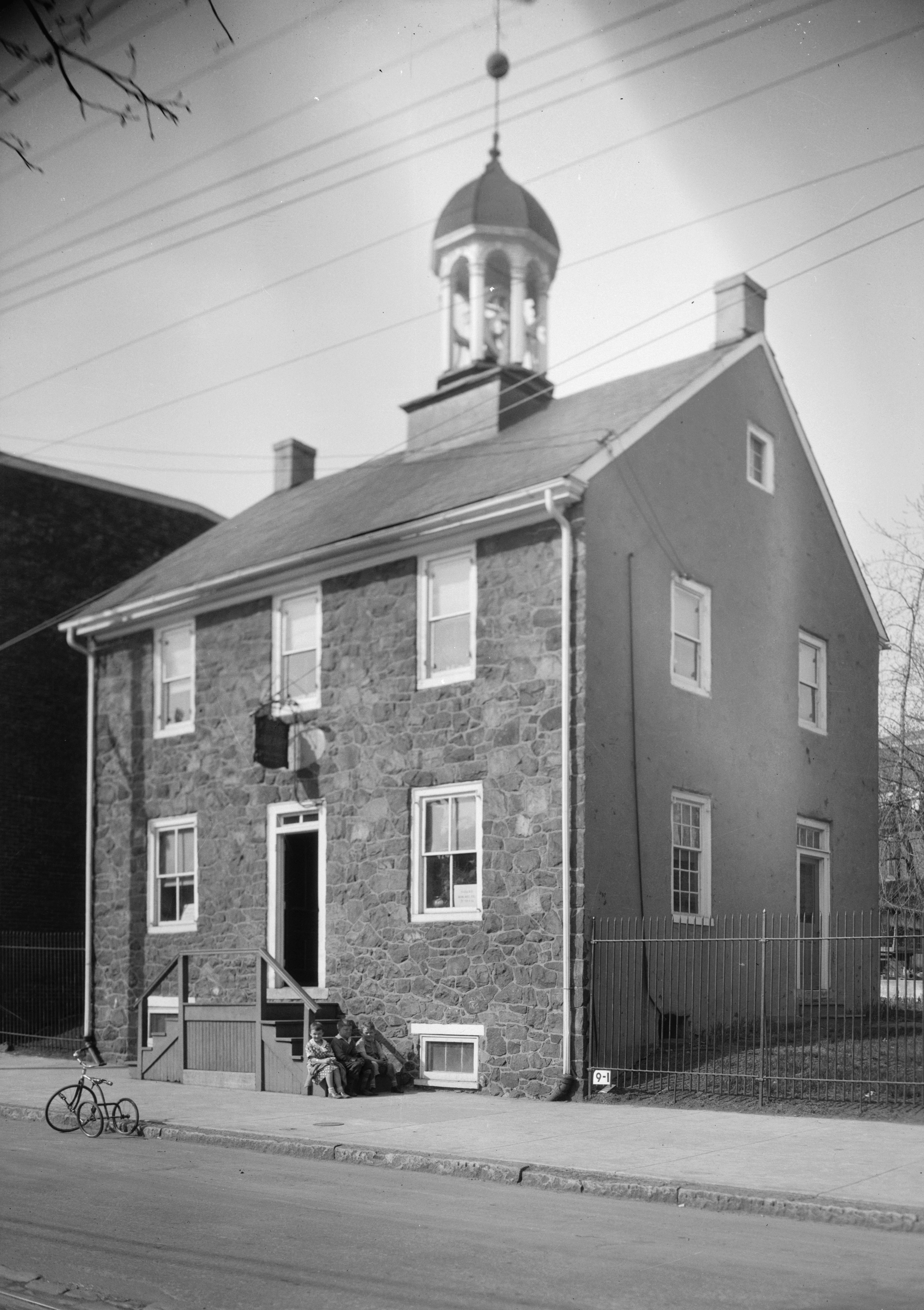
Bâtiment de la " Brandywine Academy"

En 1760, un pont fut construit sur le site de Market Street et le bief du nord avec deux moulins de plus par Joseph Tatnall.
Oliver Evans en 1780 aide les moulins locaux à améliorer leur efficacité en les faisant entrer dans la révolution industrielle. Son premier projet pour un moulin à grain entièrement automatisé fut construit près de Red Clay Creek en 1783 et fut progressivement accepté par les meuniers de Brandywine. Le grain était déchargé sur le plancher du sol et monté jusqu'au plancher supérieur par la force de l'eau. Le grain se déplace ensuite par gravité à travers les différentes étapes de nettoyage, séchage, broyage, étalage et refroidissement par un processus de fabrication continu.
Le premier moulin à papier du Delaware, Gilpin's mill au nord de Wilmington, ouvrit en 1784. Ce site fut ensuite utilisé par l'un des plus importants moulins à textile du monde, Bancroft Mills qui est maintenant fermé.

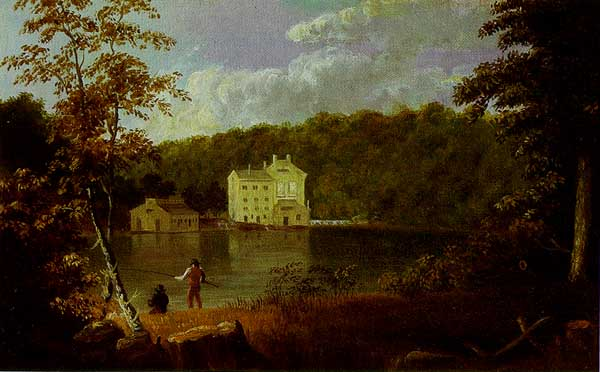
"Mill Gilpin sur la Brandywine" attribué à l'artiste Thomas Doughty vers 1827.

Vers  1806, il existait "à peu près cinquante ou soixante maisons confortables en briques ou en pierre et avec une charpente" dans le village.
En 1795, Jacob construit le premier moulin à coton sur la rivière Brandywine, quelques miles au nord du village.
Le moulin brula en 1797 et en 1802, il vendit le site complet avec un barrage en fonctionnement et un bief à Eleuthère Irénée du Pont, qui le paya $6 740 pour 95 acres (384 451,3599 m2). 
Un moulin mu par la vapeur connu comme le moulin de Eleutherian fonctionna sur le site de 1802 jusqu'à 1921, et vers 1810 le site était le plus gros fournisseur d'énergie produit par la vapeur de la région. Rien que pendant la guerre civile américaine, plus de 4 millions de barils de vapeur furent produits ici. Les moulins peuvent être vu maintenant au musée de Hagley. La rivière se situe à mi-longueur du Corridor historique DuPont.
En 1796, le village contenait douze moulins avec une capacité de broyage de 400 000 boiseaux de grain par an. Dès 1815 plusieurs routes à péage relient le village avec les producteurs de grain de la Pennsylvanie, comprenant les pics de Lancaster, Kennett et Concord. Ces routes devinrent plus tard les routes Delaware Route 41, Delaware Route 52, et une partie de l'US 202 combinée avec la Delaware Route 202.

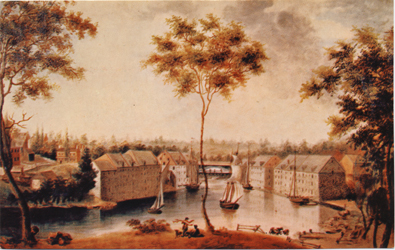
Moulins à farine de Brandywine vers 1840, peint par Bass Otis. Le nord s'étend vers la droite vers Brandywine Village.

Les meuniers coopéraient pour maintenir la qualité et fournir de la farine Brandywine Superfine qui partait par bateau pour être livrée tout le long de la cote Atlantique et jusqu'en Inde avant la Révolution américaine.
Un bief utilisé pour fournir de l'énergie de l'eau est toujours en conditions de fonctionnement à Brandywine Park près du centre-ville de Wilmington. Ce parc fut dessiné en 1890 par Frederick Law Olmsted.
Vers le nord, Downingtown située sur la branche est fut connue initialement comme la ville des moulins (Milltown). Ses premiers bâtiment, le Downingtown Log House, furent construits vers 1700 alors que la route entre Philadelphie et Lancaster, connue ensuite comme la Lancaster Pike, traverse la branche est. Thomas Moore construisit un moulin à moudre le blé en 1716 et Roger Hunt un autre en 1739 qui fonctionnèrent jusque vers 1908. À la fois le Downingtown Log House et le moulin de Roger Hunt sont toujours debout actuellement.
Les moulins à blé sont à mi chemin d'une promenade entre Philadelphie et Lancaster aussi plusieurs auberges peuvent servir les voyageurs et en particulier l'Auberge du bateau (Ship Inn datant de 1730), l'Auberge du roi en arme (The King-in-Armes) ou l'auberge de Washington (Washington Inn) qui date de (1761), l'Auberge du mi chemin (the Half-Way House) de (1790), et le Swan Hotel de (1800). Dans les années 1880, Downingtown devint célèbre pour son usine à papier.